# Model de representació primitiu
El Model de Representació Primitiu o MRP serà el llenguatge aplicat al naixement del cinema. Aquest llenguatge serà molt simple i tindrà una perduració fins a l'aparició de l'ideari de l'Escola de Brighton on es comença a trencar amb les idees dels films dels inicis a l'experimentar amb el llenguatge cinematogràfic.
Aquest tipus de llenguatge cinematogràfic es dona a causa de la tecnologia que es va desenvolupar durant els inicis. A causa de la fabricació del cel·luloide era impossible la utilització de bobines de rotlles llargs, per tant les pel·lícules eren curtes.
Tot això va generar que els cinematògrafs haguessin d'utilitzar una maneta que feia passar la pel·lícula en un ritme de 14 a 16 fotogrames per segon. Per tant, podem dir que l'evolució del discurs cinematogràfic està totalment relacionat amb els desenvolupaments tècnics dels dispositius utilitzats.

## Característiques
Les característiques principals, siguin tècniques o teòriques, d'aquest tipus de llenguatge cinematogràfic es pot resumir en aquests punts que trobem a continuació: 
- Llum plana: tots els plans estan il·luminats de la mateixa manera, ja que hi ha una llum vertical que il·lumina el pla.
- Pel·lícules en blanc i negre i mudes
- Caràcter centrífug de la imatge: no hi ha un centre definit sinó que les accions es produeixen de manera simultània en diferents punts del marc.
- Utilització generalitzada del teló de fons pintat. S’utilitzen decorats plans i pintats que posen de manifest la influència del teatre. Aquests permeten crear escenaris de caràcter fantàstic entre d'altres però redueixen molt la profunditat de camp.
- Caràcter fix de la imatge i conservació del pla general. No s’utilitzaven primers plans. Aquesta distància respecte als actors implicava que no es veiessin amb claredat els seus rostres o gestos, limitant la sentimentalitat de l’obra. Els actors sovint no eren identificables i, per tant, no hi havia la proximitat amb el públic que va sorgir amb el MRI.[1]
- Autarquia dels plans: no hi ha lligam entre els plans, cada pla és autosuficient, i tampoc hi ha noció de profunditat de camp.
- Conservació del pla de conjunt, lluny de l'actor com un quadre.
- No hi ha noció del fora de camp. Els actors i l’acció sempre s’han de trobar dins de l’enquadrament.[2]
- Presència d'un comentarista o acompanyament musical. L’acumulació i poca claredat en les accions sovint feia necessària la presència d’un comentarista en directe per entendre la narració. L’acompanyament musical també contribuïa a entendre les obres.
- Existència del plagi (pirateria de temes, d'estil...)
- Finals no clausurats: Les accions sovint eren repetitives, com persecucions. Això feia que no hi hagués un moment clar en què acabar els films i els finals no tinguessin una clausura narrativa. L’acció s’acabava en moments aleatoris gràcies a elements de distracció com explosions.

Encara que aquests siguin els elements més representatius dins del Model de Representació Primitiu cal dir que sempre es podran trobar altres característiques significatives dins de la producció cinematogràfica de cada director de l'època. Però aquests punts ens permeten tenir una bona idea de què entenem per MRP.

## La crisis del MRP
Després de la producció de films molt importants per a la història del cinema el MRP entrarà en una crisi un cop a l'Escola de Brighton comencin a aparèixer personatges amb actitud reivindicativa. Tot i que aquests personatges de l'Escola de Brighton encara es troben dins del MRP hi ha una sèrie de recerques experimentals que els fan ser els més avançats de l'època.
Algunes de les produccions cinematogràfiques més importants i que es poden veure aquests petits canvis que comportaran un salt d'era, són: 
- The Miller and the Sweep (1898): es juga amb el fora de camp.
- Mary Jane’s Michap (1903): s'introdueixen diferents plans.
- The Big Swallow (1901): s'utilitzen diferents plans.

## Aparició del MRI
Aquest nou model representatiu adopta el nom de "Model de representació institucional", ja que el llenguatge cinematogràfic es converteix en la norma i s'institueix. A mesura que el MRP es deixa d'aplicar aquesta manera de fer es podrà presenciar a les produccions dels directors de l'època.

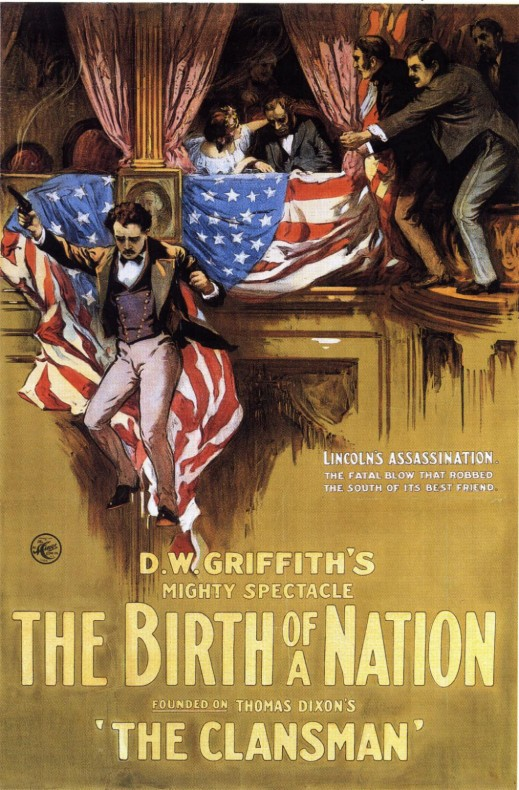
Cartell publicitari de la pel·lícula El naixement d'una nació D. W. Griffith.

La primera gran pel·lícula considerada que pertany al Model de Representació Institucional és del gran director D. W. Griffith i és anomenada El naixement d'una nació, realitzada durant l'any 1914. Aquesta explica un gran relat històric vestit d'un gran melodrama però amb una història d'amor central. Les innovacions que es poden veure són: 
- Joc de plans
- Fora de camp
- Pla-contraplà
- Introducció d'elements sentimentals i melodramàtics
- Profunditat de camp
- Narració contínua, es destrossa l'autarquia de plans
- Moviments de càmera
- Voluntat d'autor
- Desequilibri en la imatge
- Buit del pla
- Flashbacks
- Presencia de focus i llum artificial.
- Muntatge paral·lel

## Directors
- Germans Lumière
- Alice Guy Blaché
- Georges Méliès

## Pel·lícules
- L'Arrivée d'un train en gare de La Ciotat (1895)
- La sortida dels obrers de la fàbrica (1985)
- Sage-femme de première classe (1902)
- Les Résultats du féminisme (1906)
- Le Voyage dans la Lune (1902)
- L'Homme à la tête de caoutchouc (1901)